# Euhemer
Euhemer z Messeny lub Akragas (stgr. Εὐήμερος Euhémeros, IV/III p.n.e.) – filozof i podróżnik grecki. Autor zachowanego we fragmentach opisu podróży Ἱερὰ ἀναγραφή Hiera anagraphe (Święte Pismo), w którym mówi o swoich podróżach po Oceanie Indyjskim na fikcyjną wyspę Panchai, gdzie istniało idealne państwo Panchajów (zob. utopia).
Znany z poglądu, że bogowie są ludźmi ubóstwionymi za szlachetne czyny. Dzieje bogów jako ludzi miał odnaleźć na owej fikcyjnej wyspie. Znajdował się tam napis głoszący, że Uranos, Kronos i Zeus byli królami wyspy, a po śmierci otrzymali boską cześć. Wywarł duży wpływ na historiografię rzymską – zachowało się u Laktancjusza streszczenie łacińskiego przekładu pióra Enniusza – Euhemerus sive sacra historia. Fragmenty prac Euhemera zachowały się w tłumaczeniach na łacinę dokonanych przez Enniusza, które z kolei zachowały się w patrystycznych pismach (np. Laktancjusza i Euzebiusza z Cezarei), które wszystkie opierają się na wcześniejszych fragmentach spisanych przez Diodora Sycylijskiego (5,41–46 i 6,1).
Jego poglądy, przyjmujące, że bogów stworzyli ludzie, ubóstwiając swoich wielkich przodków, bohaterów i dobroczyńców, nazwane zostały euhemeryzmem.